# Heteropsis melinonii
Heteropsis melinonii là một loài thực vật có hoa trong họ Ráy (Araceae). Loài này được (Engl.) A.M.E.Jonker & Jonker mô tả khoa học đầu tiên năm 1953.